# Timo Maas
Timo Maas (ur. 27 lipca 1969 r. w Bückeburgu) – niemiecki DJ, producent muzyczny i remikser.

## Dyskografia

### Albumy studyjne
- Loud (2002)
- Pictures (2005)
- Lifer (2013)

### Single
- "The Final XS" (1995)
- "Die Herdplatte" (1995)
- "M.A.A.S.M.E.L.L.O.W." (1998)
- "Twin Town" (1999)
- "Ubik" (2000)
- "Der Schieber" (2000)
- "Connected" (2001)
- "Killin' Me" (2001)
- "To Get Down" (2001)
- "Shifter" (gościnnie MC Chickaboo) (2002)
- "Help Me" (gościnnie Kelis) (2002)
- "Unite" (2003)
- "First Day" (gościnnie Brian Molko) (2005)
- "Pictures" (2005)
- "Dancing for My Pleasure" (2013)
- "Articulation" (2013)
- "College 84" (2013)
- "Pop a Bubble" (2013)
- "Tantra" (2013)